# アンチパイン
アンチパイン(Antipain)は、放線菌目から単離されたオリゴペプチドである。ウレイレン基を含む初めての天然ペプチドとして、1972年に報告された。プロテアーゼ阻害剤として生物学の研究に用いられる。特にトリプシンとパパインを阻害する。
小麦由来のカルボキシペプチダーゼ及び大形リーシュマニアのオリゴペプチダーゼBとの複合体として結晶化されている。どちらの場合でも、アンチパインの末端アルギニンのカルボニル基がプロテアーゼの活性部位のセリンと共有結合を形成している。